# Royn Hvalba
Maillots
Le Royn Hvalba est un club de football féroïen basé à Hvalba.

## Historique
- 1923 : fondation du club

## Palmarès
- Coupe des îles Féroé
  - Finaliste : 1983

- Championnat des îles Féroé D2
  - Champion : 1946

- Championnat des îles Féroé D3
  - Champion : 1996, 2003

- Championnat des îles Féroé D4
  - Champion : 2014